# Szaitz Leó Antal Mária
Máriafi Szaitz Leó Antal Mária, névváltozat: Szaicz (Szaic) Leó (Kismarton (Sopron megye), 1746. február 15. – Eger, 1792. július 30.) szervita rendi szerzetes.

## Élete
Kismartonban született betelepedett német szülőktől, akik fiukat magyarnak nevelték és magyar ruhában járatták. 1763-ban Bécsben tanult bölcseletet; Makó Pál, Jaszlinszky András, Muszka Miklós, Prileszky János és Schmitth Miklós is tanárai voltak. Amint elvégezte iskoláit, 1764. június 2-án Jeutendorfban belépett a szerviták közé.
1769. február 18-án szentelték pappá. Bécsben ismerkedett meg Bessenyeivel; ez és a magyar testőrök sokat hatottak szabadelvű szellemére és írói munkálkodására. Miután Bécsben és Langeckben a lelkek gondozásával foglalkozott, óhajtása szerint 1772-ben rendjének Magyarországon levő lorettói házának tagja lett. 1773. május 25-től prokurátor volt Egerben. 1776 tavaszán Vátra ment, ahonnét 1779-ben ismét visszatért Egerbe és itt maradt egészen haláláig. Kazinczy Ferenc 1789. október 22-én meglátogatta őt Egerben és később "szép magyar tollú s magyar történeteinkben igen járatos polemistának" nevezte.
A jozefinista törekvések egyik legelszántabb ellenfele volt, latin és magyar nyelven is igyekezett a katolikus magyarságot öntudatra ébreszteni. Ellenfelének gyengeségeit gyakorta gúnyosan támadta, akárcsak jozefinista hajlandóságú paptársait. Márvány emléktáblája korábban az egri szervita kolostor utcai homlokzatán állt, a róla elnevezett utca felől, a Fájdalmas Anya-kegytemplom mellett.
Álnevei: Máriafi István, Kalapácsics György, Magyar Dániel. 
Főműve az Igaz magyar. Írá Máriafi István Párisban és Berlinben. (Négy rész, a kiadás helyének megjelölése nélkül, 1785–1790. A fő cím mellett kötetenként kissé változó alcímekkel).

## Emlékezete
Egerben utca viseli a nevét (Szaicz Leó utca).

## Munkái
- A B. Szűz Mária ünnepeinek szenteléséről. Buda, 1784.
- Igaz Magyar. Az-Az Az Igaz Magyaroknak Máriához az ő Nagy Aszszonyokhoz és Nagy Pátrónájokhoz való különös ájtatosságáról és a mostani ujságokról általlyában. Írá Máriafi István Párisban és Berlinban, 1785.
- C. positiones ex jure hungarico-canonico, quas sub praesidio S. Stephani etc. ex ejus libris decretalium in corpore juris hungarici continentis, publice propugnondas suscepit F. Emericus Istvánfi. Romae, 1787. (Augsburgban nyomtatta).
- Igaz Magyar, Vagy-Is: Az Igaz Magyaroknak Máriához, Ő Nagyasszonyokhoz és Nagy Pátrónájokhoz való különös áhétatosságáról és a mostani ujságokról. II. Rész, mely szóll Szt. Istvánrúl, és egy kicsinyt a régi s mostani Szent István tagadókrul is. Írá Máriafi István. Párisban és Berlinben, 1788.
- A kis magyar frázeológyia. Közrebocsáta Máriafi István. Pozsony, 1788.
- Az Igaz Magyarnak III. része. Szent István a magyaroknak igazi megvilágosítója. Írá Máriafi István. Itt, 1789.
- Más-Is Igaz Magyar. Írá Kalapátsits György. Mohilóban. 1789.
- Positiones 101 de famoso conventu Gallicano 1789. Hely n.
- Az Igaz Magyarnak IV. és talán utolsó része, melly szóll az igaz magyaroknak második tzimeres tökélletességérül. Irá Máriafi István. Itt 1790.
- Micsoda vallású volt Szent István király? Hely n., 1790.
- Igen rövid megjegyzések, a mellyek ezen felséges magyar haza ide Budára 1790-ik esztendőben összve gyülekezett tekintetes státusi, és rendeinek bémutattattak a végett, hogy a felséges hazát törvényes kötelességére emlékeztesse: Igaz Hazafi Magyar Dániel. Budán júl. 15. 1790, Hely n.
- Articuli Apologetici dec. de Rosario et XX de Patrona Regni Hungariae. 1790. Szolga Marianus. (Valószinűleg Egerben nyomtatták).
- Responsum latinum Delarvantis Anti-Trenki-i ad Responsum germanicum Delarvati Trenkii. 1790. (Névtelenül).
- Sera Trenki-i Poenitudo feriaque libellorum infamium retractatio. 1790. (Névtelenül).
- Kurze unparteiische Vertheidigung der edlen Ungarn wider ihre Beneider und Verläumder. Pest, 1790. (Névtelenül.).
- Vexatio dat intellectum episcopis Hungariae, seu jura episcopalia secundum textum juris hungarici... (Pest), 1790. (Névtelenül).
- Der entlarvte Trenk, aus eines Ungarischen Patrioten Feder und Herzen. Pesth, im August 1790. (Névtelenül).
- Die verlarvten Feinde der Kirche, und des Staates, Entlarvt von L. Fr. Fiedenlieber. Eine Belehrung für Trenks Anhänger in Ungarn. Pressburg, 1790.
- Az oroszlány revántsot ád a Nyájas Múzsának. Leopolisban 1790. (Felelet Nagy János szanyi plébánosnak ezen versezetére: Az oroszlány és a Nyájas Múzsa.) (Névtelenül).
- Barátságos Válasz az Igaz katholikus Magyar nevezete alatt a Magyar Dánielnek rövid megjegyzéseire adatott feleletre. 1791. Hely n. (Névtelenül).
- A Trenk mérő serpenyőjének öszve-törése. Az-az felelet azokra a hazug vádakra, mellyekkel Trenk a papságot az egész világ előtt igen méltatlanul terhelte. Pest, 1791. (Névtelenül).
- Magyar és Erdély-országnak rövid ismérete, melly e két országnak mind világi, mind egyházi állapottyát szem eleibe állíttya. Pest, 1791. Online
- Der Kampf mit dem Waldschnepf oder die Wiederlegung der Antwort an den elenden Entlarver des Trenk. Zum Vergnügen der beleidigten und richtig abwägenden Welt. Si tacuisses philosophus mansisses. 1791. Hely n. (Névtelenül).
- Magyar és Erdélyországnak mind világi mind egyházi történetei, mellyeket rövid sommába foglalt és a mostani időkhöz alkalmaztatott Egy szabadon Gondolkozó Hazafi Pesten 1793.
- Huszonöt esztendőre szegődött házi s mezei szolga, avagy az astronomiai tudomány szerint a csillagoknak és több égi testeknek 25 esztendős kalendárium formában való rövid leírása, a hol is hóról-hóra mindenikében egész esztendő által előfordulandó házi s mezei munkák és némely közdolgok a régieknek figyelmes vigyázatokból megemlíttetnek. Vácz, 1797. (Névtelenül).

Kézirati munkáit felsorolja Leskó József (Szaicz Leó a katholikus újságírás magyar úttörője. Bpest, 1898.).